# André-François Bourbeau
Pour les articles homonymes, voir Bourbeau.
André-François Bourbeau, né en 1953 à Saint-Jean—Iberville—Napierville au Québec, est un professeur universitaire canadien (québécois) qui s'est notamment fait connaître pour s'être imposé une survie volontaire de trente et un jours en forêt. En 1988, il a publié un livre qui relate son expérience, tout comme il a fait un retour vingt-cinq ans plus tard sur cette expérience dans un autre livre.

## Biographie
André-François Bourbeau obtient son doctorat en éducation de l'University of Northern Colorado en 1984.
En 1984, André-François Bourbeau et Jacques Montminy tentent une expérience de survie volontaire en forêt,. Ils restent en forêt pendant 31 jours, établissant ainsi un record Guinness. En 1988, Bourbeau publie Surviethon - au gré de la nature.  En 2011, il publie Le Surviethon - 25 ans plus tard dans lequel il auto-critique son expérience d'antan et « expose, pour la première fois, 115 techniques et méthodes pour survivre en forêt. Ces chapitres inédits et très novateurs sont abondamment illustrés et contiennent également la façon avant-gardiste de déterminer les priorités en situation de survie. »
En 2012, il enseigne à l'Université du Québec à Chicoutimi au baccalauréat en plein air et tourisme d'aventure.

## Publications
- Surviethon au gré de la nature, 1988
- Le Surviethon : Vingt-cinq ans plus tard, JCL, 2012
- Wilderness Secrets Revealed, 2013